# Cesare Salvi
Cesare Salvi (né le 9 juin 1948 à Lecce) est une personnalité politique italienne, ancien ministre et porte-parole de la Fédération de la gauche depuis 2012.